# Arianops sandersoni
Arianops sandersoni är en skalbaggsart som beskrevs av Barr 1974. Arianops sandersoni ingår i släktet Arianops och familjen kortvingar. Inga underarter finns listade i Catalogue of Life.